# 朱友墦
内江庄懿王朱友墦（1431年—1512年12月5日），明朝蜀和王朱悦𤉎庶二子，母任氏。

## 生平
正统六年（1441年）十二月赐名友墦。
正统十一年（1446年）十一月，明英宗遣永康侯徐安等為正使，給事中翟敬等為副使，持節冊封朱友墦為內江王。王府位于成都蜀王府外体仁门东侧。
正统十二年（1447年）三月，蜀和王奏世子朱友垓婚禮已完成，又蒙冊封內江等王，想让儿子们入京謝恩，英宗回信制止。
景泰元年（1450年）閏正月，給朱友墦及其弟德陽王朱友㙎歲祿各二千石，米鈔各半。
四月，明代宗遣駙馬都尉焦敬等為正使，吏部右侍郎俞山等為副使，持節冊封南城兵馬副指揮周瑢的女兒為內江王妃。
正德七年（1512年）十月，朱友墦去世，明武宗輟朝一日，按例賜祭葬，諡莊懿。
正德九年（1514年）四月，朝廷給朱友墦長孫朱賓沚及宫人趙氏等養贍米每年百石。
正德十三年（1518年）六月，朱賓沚袭封。

## 家庭

### 妻妾
- 王妃周氏

### 子孫
- 嫡長子：內江長子朱申鉘，天順元年（1457年）七月賜名[12]
  - 庶長子：內江康靖王朱賓沚[1]
- 第二子：鎮國將軍朱申鎚，成化二年（1466年）六月賜名[13]
  - 嫡次子：朱賓浿，弘治元年（1488年）七月賜名[14]
  - 庶五子：朱賓涭，弘治十七年（1504年）七月賜名[15]
  - 子：朱賓澬，正德八年（1513年）十二月在世[16]
- 第三子：鎮國將軍朱申鐍，成化二年（1466年）六月賜名[13]
  - 第三子：輔國將軍朱賓瀲，弘治七年（1494年）十二月賜名[17]，正德十三年（1518年）十一月已故[18]
- 第四子：鎮國將軍朱申鎔，成化十年（1474年）二月賜名[19]，弘治十四年（1501年）六月已故[20]
  - 庶長子：朱賓湞，弘治十六年（1503年）二月賜名
  - 庶次子：朱賓淙，弘治十六年（1503年）二月賜名[21]
  - 第三子：朱賓？，弘治十四年（1501年）六月在世[20]
- 第五子：朱申鍴，成化十年（1474年）二月賜名[19]
- 第六子：朱申鐉，成化十三年（1477年）正月賜名[22]